# Lecteria cetrata
Lecteria cetrata är en tvåvingeart som beskrevs av Alexander 1969. Lecteria cetrata ingår i släktet Lecteria och familjen småharkrankar.
Artens utbredningsområde är Ecuador. Inga underarter finns listade i Catalogue of Life.